# Álvaro Baraibar Etxeberria
Álvaro Baraibar Etxeberria (Pamplona, 1970) és un historiador, investigador i professor universitari navarrès, director general de Pau, Convivència i Drets Humans del Govern de Navarra des del 2015.
Nascut a Pamplona el 1970 però resident a Puente la Reina, Baraibar és doctor en Història per la Universitat de Navarra, on ha desenvolupat fins al moment la seva activitat professional com a investigador. Actualment és professor d'Història i director del Laboratori d'Investigació i Multimèdia en Humanitats de la Facultat de Filosofia i Lletres de la Universitat de Navarra. Ha exercit també com a professor visitant a la Pontifícia Universitat Catòlica de Xile. Com a investigador s'ha especialitzat en la història contemporània de Navarra, concretament en la transició a la democràcia. Dins dels seus treballs sobre Història Cultural de la Política, ha estudiat aspectes com la identitat, la relació entre història i memòria, els símbols i l'anàlisi del discurs. És autor, entre altres llibres, de Extraño federalismo. La vía navarra a la democracia y de Historia y memoria de los símbolos de Navarra. De las ‘cadenas' a la ‘Laureada’ y la Ley Foral de Símbolos. En la seva darrera etapa, ha exercit també com a editor de la revista acadèmica Hipogrifo. Revista de literatura y cultura del Siglo de Oro, tasca que ha desenvolupat des de l'any 2013. Des del 2010 ha estat secretari executiu de la col·lecció Biblioteca Indiana publicada a l'Editorial Iberoamericana/Vervuert, i des del 2014 director de la Col·lecció BIADIG (Biblioteca Áurea Digital). També ha estat sotsdirector del Centre d'Estudis Indians-Projecte Estudis Indians a la Universitat del Pacífic del Perú des del 2015. Ha participat igualment en diversos de congressos nacionals i internacionals.
És euskaldun i la seva trajectòria política ha estat desenvolupada a la localitat on resideix, Puente la Reina, on durant la legislatura 2007-2011 va ser regidor per l'Agrupació Electoral Puentesina i responsable de l'Àrea d'Esport, Joventut i Participació Ciutadana. El 2015 va ser nomenat director general de Pau, Convivència i Drets Humans del Govern de Navarra.